# 贝桑斯
贝桑斯（法語：Bessens，法語發音：[bɛsɑ̃s]）是法国奥克西塔尼大区塔恩-加龙省的一个市镇，属于蒙托邦区。

## 地理
贝桑斯（43°52'47"N, 1°15'8"E）面积9.27 平方千米，位于法国奧克西塔尼大區塔恩-加龙省，该省份为法国西南部内陆省份，北起顺时针与洛特省、阿韦龙省、塔恩省、上加龙省、热尔省和洛特-加龙省接壤。
与贝桑斯接壤的市镇（或旧市镇、城区）包括：康普萨、迪约庞塔勒、蒙贝基、蒙巴尔捷、加龙河畔凡尔登。

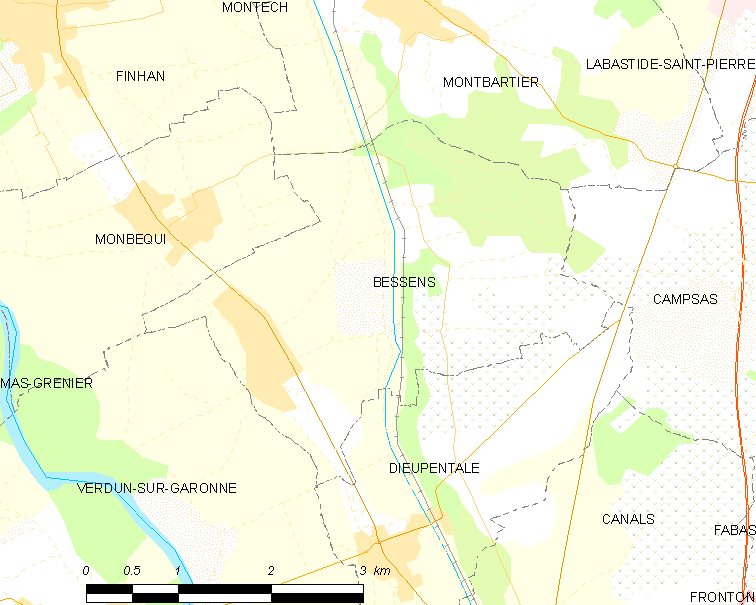
贝桑斯的OSM定位图

贝桑斯的时区为UTC+01:00、UTC+02:00（夏令时）。

## 行政
贝桑斯的邮政编码为82170，INSEE市镇编码为82017。

## 政治
贝桑斯所属的省级选区为蒙泰什县。

## 人口

1962-2008年间贝桑斯人口变化图示

贝桑斯于2022年1月1日时的人口数量为1470人。

## 图集

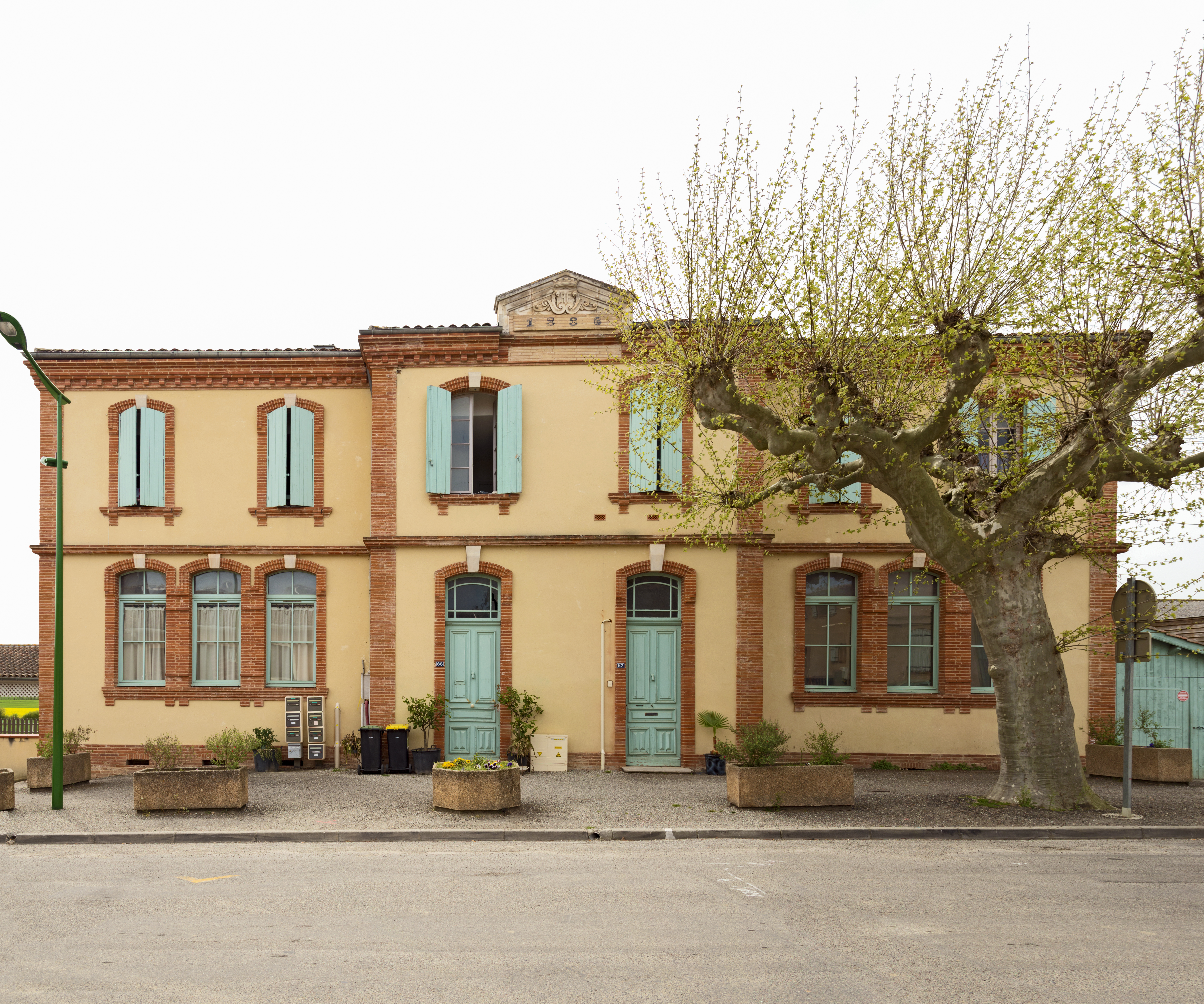
市政厅
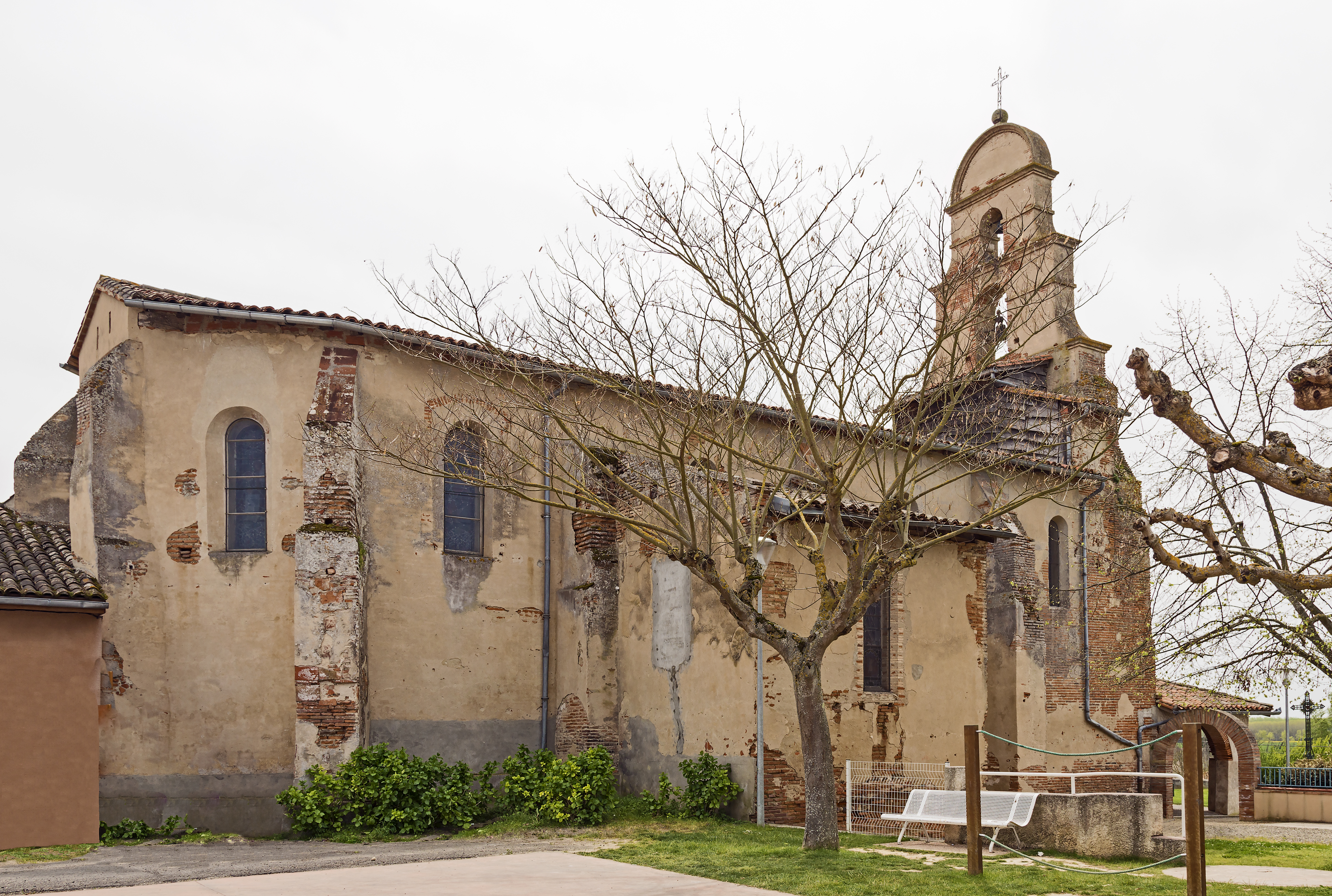
教堂
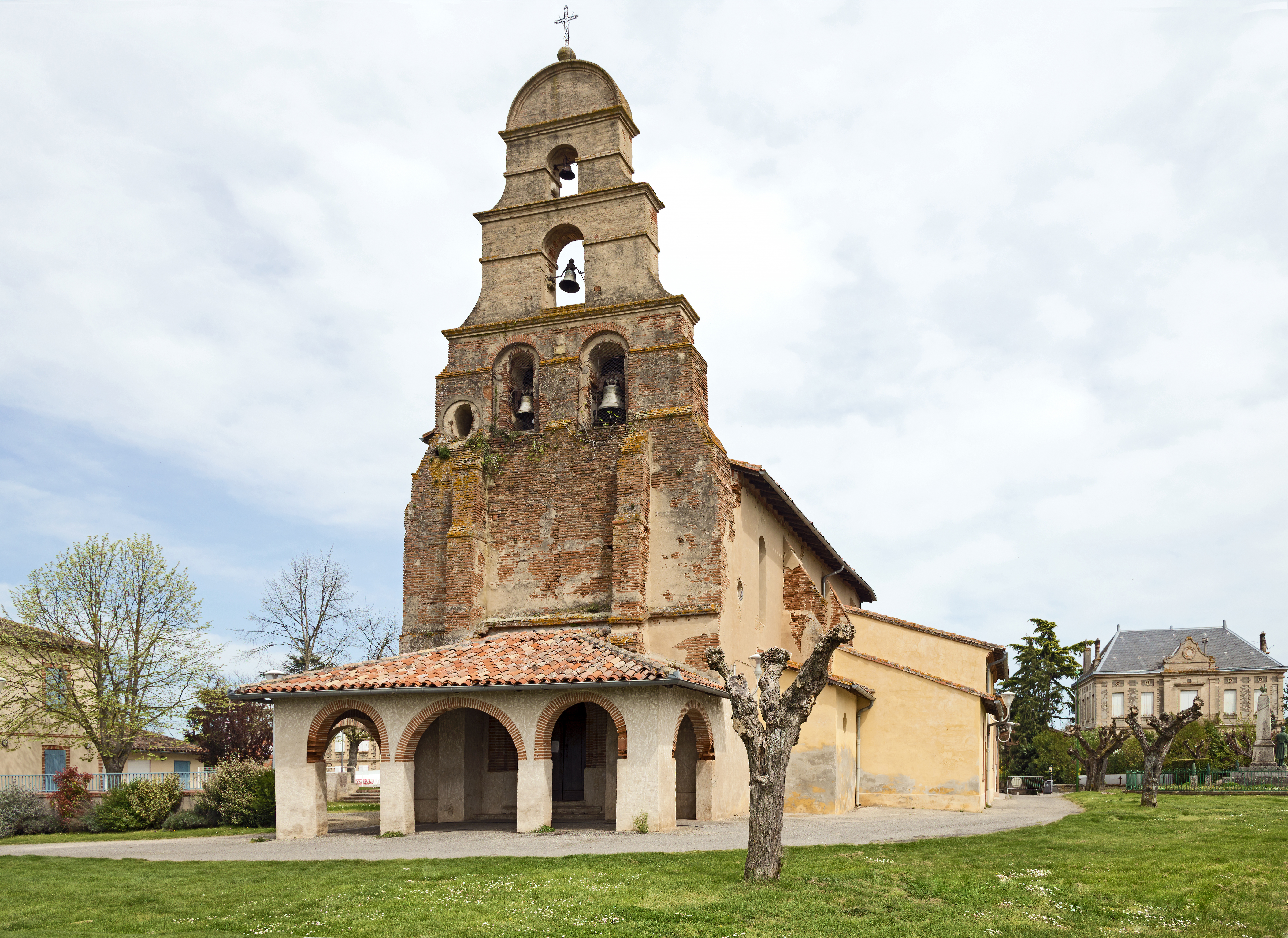
钟楼
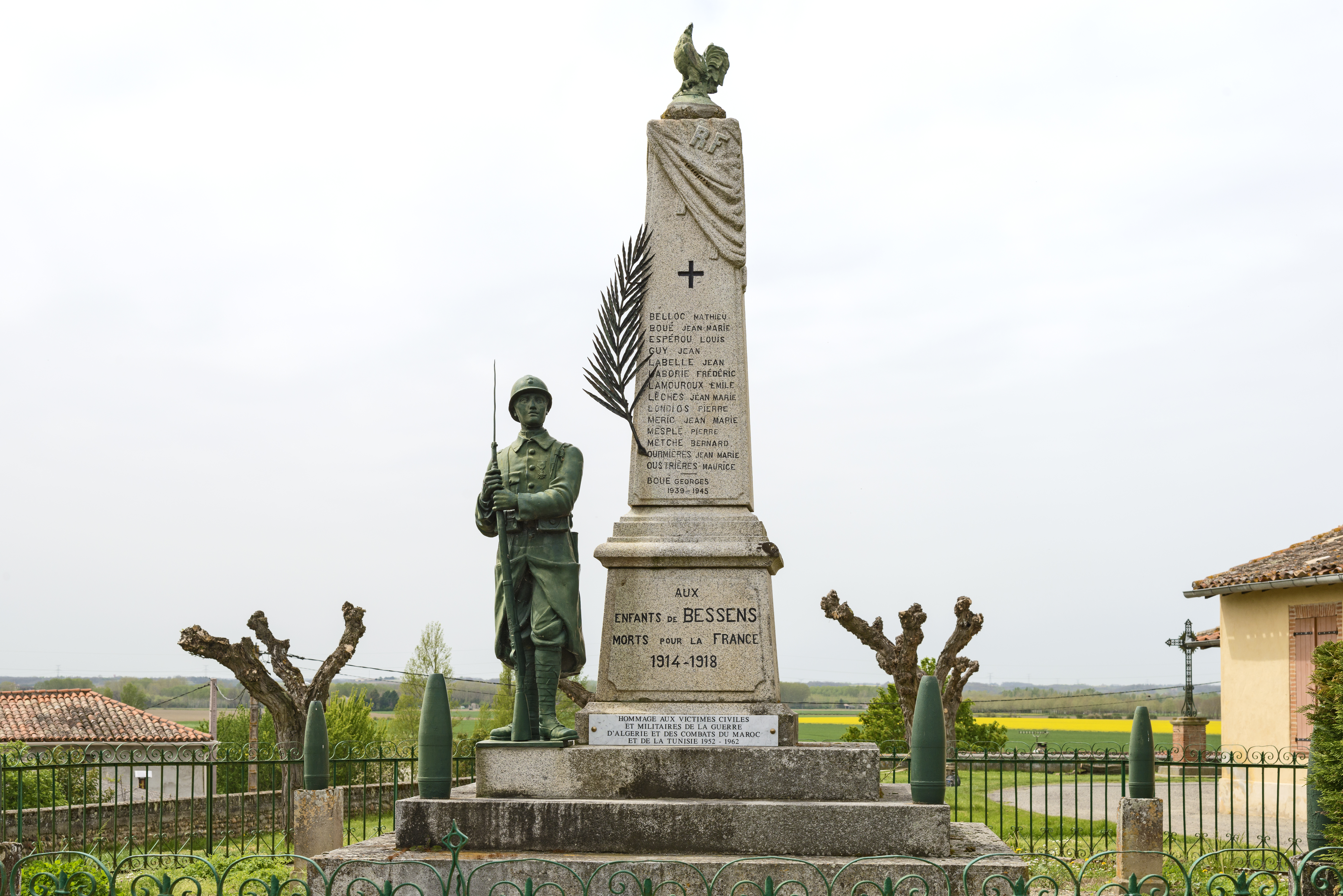
战争纪念碑